# 優勝美地村 (加利福尼亞州)
優勝美地村（英語：Yosemite Village）是位於美國加利福尼亞州馬里波薩縣的一個非建制地區。該地的面積和人口皆未知。

## 地理
優勝美地村的座標為37°44′43″N 119°35′54″W / 37.74528°N 119.59833°W，而該地的平均海拔高度為1218米（即3996英尺）。